# Alfa Romeo 1750
Alfa Romeo 1750 (serie 105) är en personbil, tillverkad av den italienska biltillverkaren Alfa Romeo mellan 1967 och 1971. Den uppdaterade Alfa Romeo 2000 tillverkades sedan fram till 1977.

## Berlina
Alfa Romeos sexcylindriga toppmodell Alfa Romeo 2600 såldes i ytterst blygsamma volymer under 1960-talet. För att ersätta den tog man fram en mindre och billigare bil som delade tekniken med Giulian. Bilen fick en motor på 1,8 liter, men den kallades 1750 för att minna om 1930-talets framgångsrika sportbil 6C-1750 som bland annat vunnit Mille Miglia två gånger. Hjulbasen förlängdes till 2,57 m och karossen, formgiven av Bertone, var större och rymligare än Giulian. Det var den första Alfa Romeo som erbjöds med automatväxellåda.
Hösten 1971 fick bilen en större tvålitersmotor med bättre vridmoment och modellnamnet ändrades till 2000. Samtidigt uppdaterades bilen med nya strålkastare och instrumentbräda.

## GTV/Spider
När den nya Berlinan introducerades 1967 fick även Bertones coupé och Pininfarinas spider den större motorn. Samtidigt försvann Giulia-namnet och även tvådörrarsbilarna benämndes 1750.
Hösten 1971 kom tvålitersmotorn och modellnamnet ändrades till 2000. Bertone-coupén tillverkades fram till 1977, då den ersattes av Alfetta GTV. Spidern fanns kvar i produktion fram till 1993.

## Motor
| Modell | Årsmodell | Motor               | Cylindervolym | Effekt | Bränslesystem          |
| ------ | --------- | ------------------- | ------------- | ------ | ---------------------- |
| 1750   | 1968-71   | 4-cyl radmotor DOHC | 1779 cm³      | 118 hk | Dubbla Weber-förgasare |
| 2000   | 1972-77   | 4-cyl radmotor DOHC | 1962 cm³      | 132 hk | Dubbla Weber-förgasare |

## Bilder

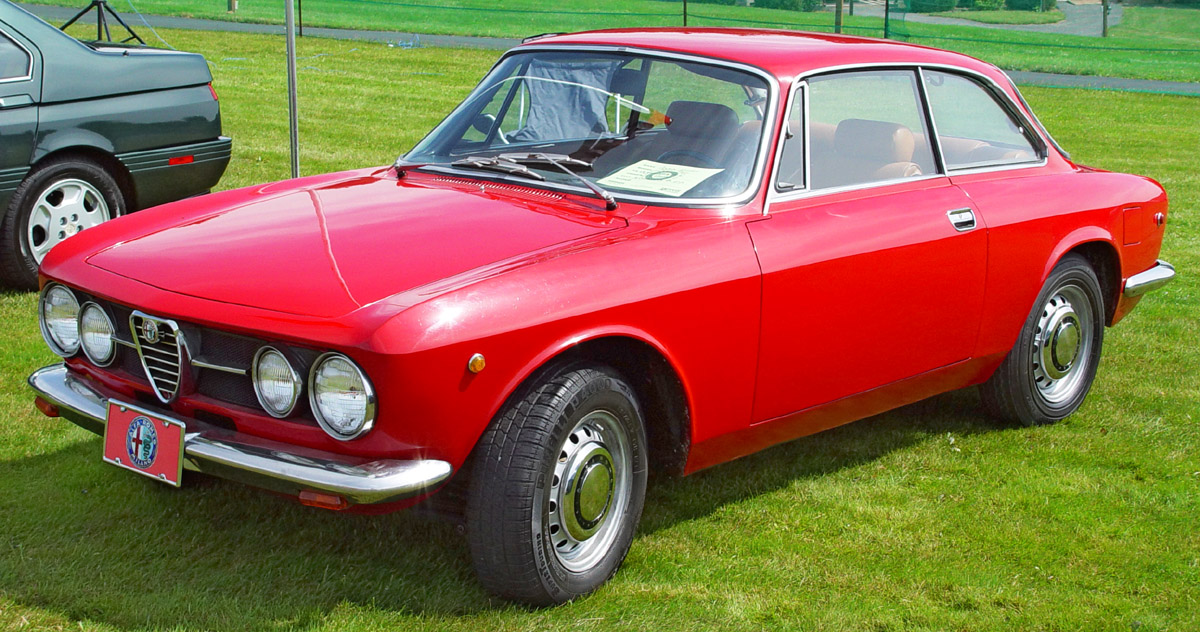
1750 GT Veloce
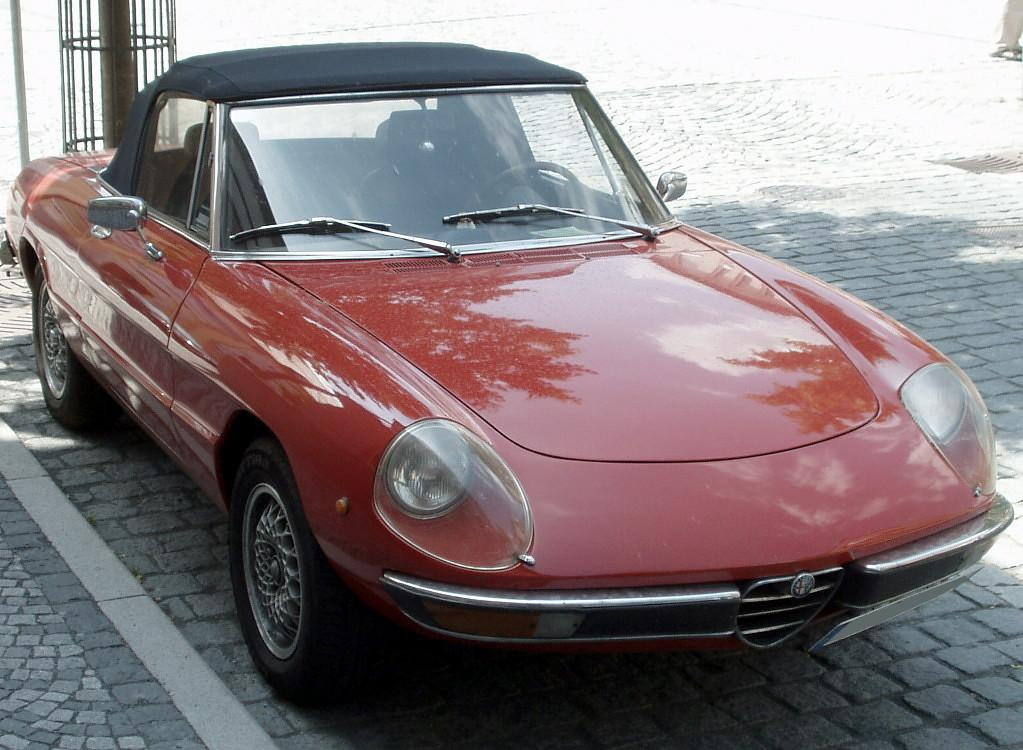
1750 Spider